# Renault Colorale
Renault Colorale — сімейство середньорозмірних автомобілів, що виготовлялися у 1950—1957 рр.
Першочергово призначалися для експлуатації у селах та Заморських володіннях Франції. Назва «Colorale» є телескопією з французьких слів COLOniale («колоніальний») та ruRALE («сільський»).
Модифікації — універсал (найпопулярніший п'ятидверний — Prarie, тридверний — Savane), фургон, пікап, бортова вантажівка (Plateau baché), шасі під спеціалізовані кузова (Châssis-cabine), таксі.
Останній, що нагадував лондонські кеби (з додатковими розкладними сидіннями проти ходу) зник з виробництва ще у 1952 р.
Розроблений інженером Фернаном Пікаром (Fernand Picard) та дизайнером Робертом Батхаудом (Robert Barthaud) автомобіль нагадував популярні Renault 1950-их р., хоча не був комерційно успішним. Було виготовлено всього 39501 екземпляр (43000).
Почалось виробництво у 1950 р. з задньопривідних варіантів. Вони мали «нижньоклапанні» двигуни 14CV (R4, 2,4 л, 48 к. с.) з неповноопорним колінчастим валом. Агрегати відносились до «85 серії», котрими обладнувались Renault Primaquatre ще у 1936 р.
Через це більш ніж півторатонний автомобіль з важкістю розвивав максимальну швидкість у 92 км/год.
Кузова виготовлялись компанією Chausson у Женвільє, а остаточно збирались на заводах «Рено» у Булонь-Біянкур.
Залежна ресорна підвіска як передніх так і задніх коліс (16 дюймів) містила додаткові коректуючі пружини. Гальмівні механізми були повністю барабанними. Кермовий механізм типу черв'як-ролик.
Повнопривідні версії дебютували на Паризькому автосалоні у 1951 р., а виготовлялись з 1952 р. До чотирьохступінчастої коробки передач додалась двоступінчаста роздавальна коробка з знижувальною передачею (передатне відношення 1,58).
Популяризації сприяли рекламно-випробовувальні пробіги — один автомобіль пройшов 15 тис. км по Африці, потім 42 тис. км по Північній та Південній Америці, піднявшись на 4800 км над рівнем моря в районі озера Тітікака.
З 1953 р. стали встановлювати нові двигуни 11 CV (R4, 2 л, 58 к.с.), котрими обладнувались також седани Frégate та легкі вантажівки. Однак агрегати не сильно впливали на динамічні характеристики.
Цікаво, що завершення виробництва збіглося з початком розпаду Французької колоніальної імперії.

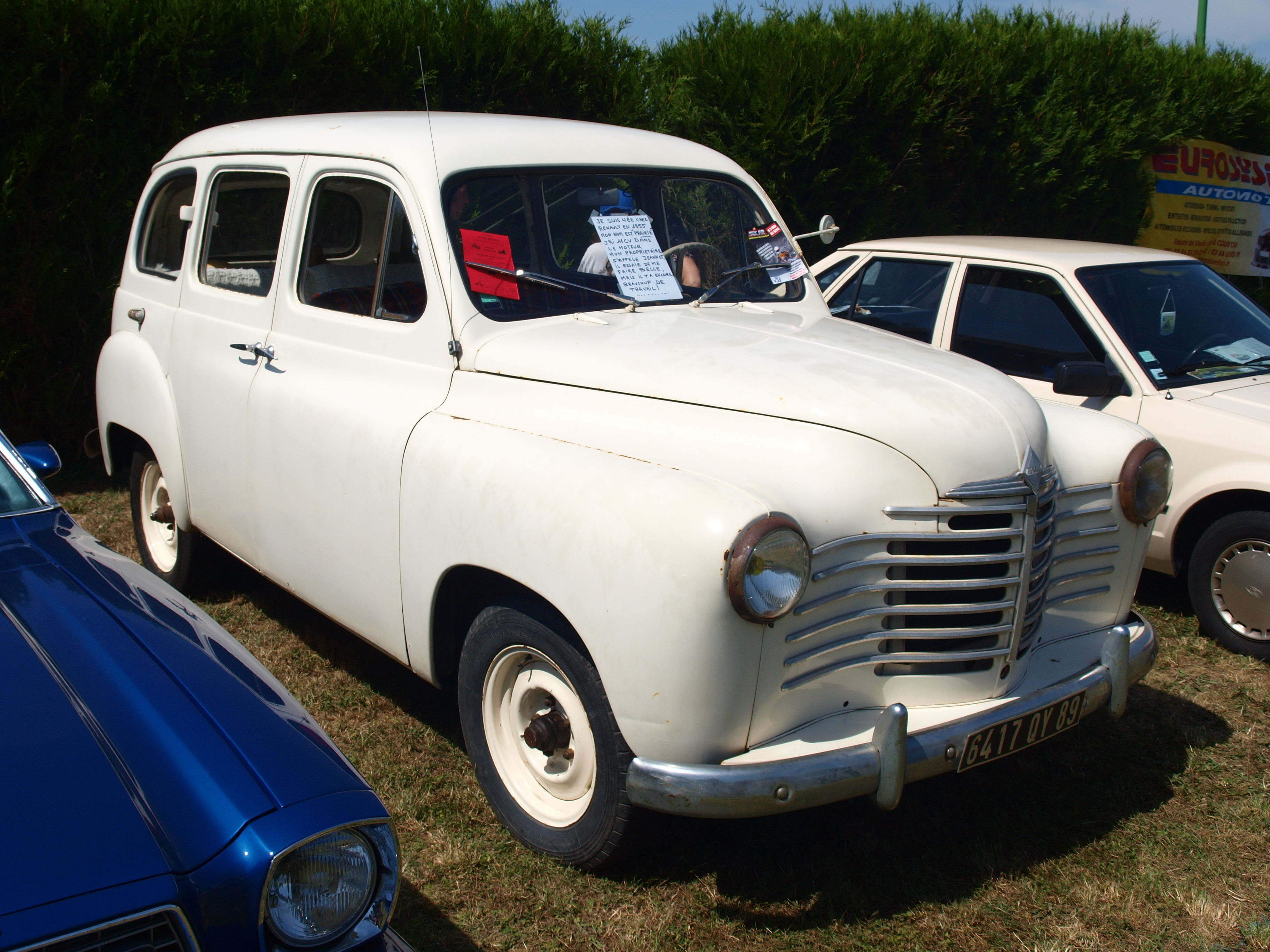
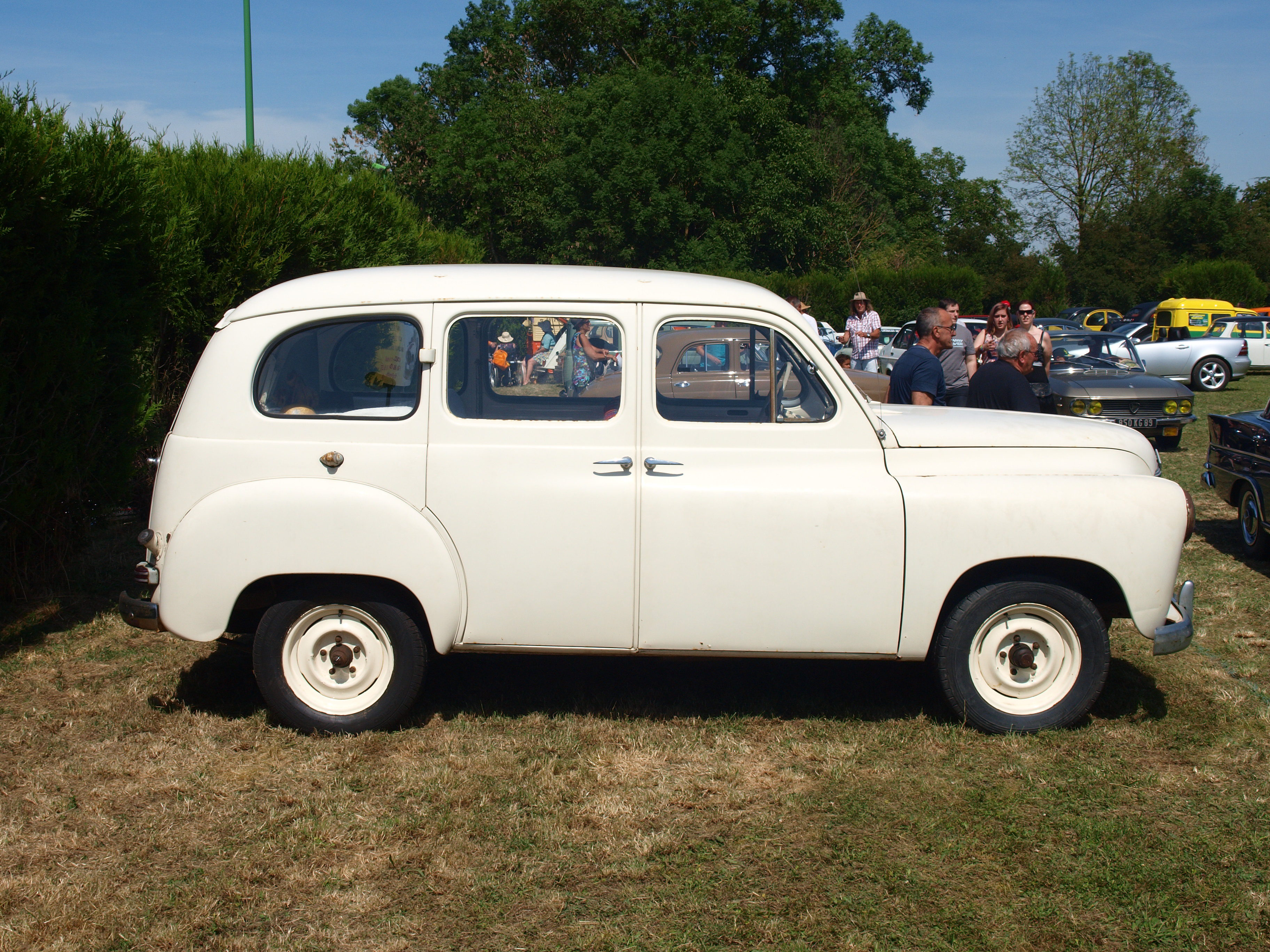
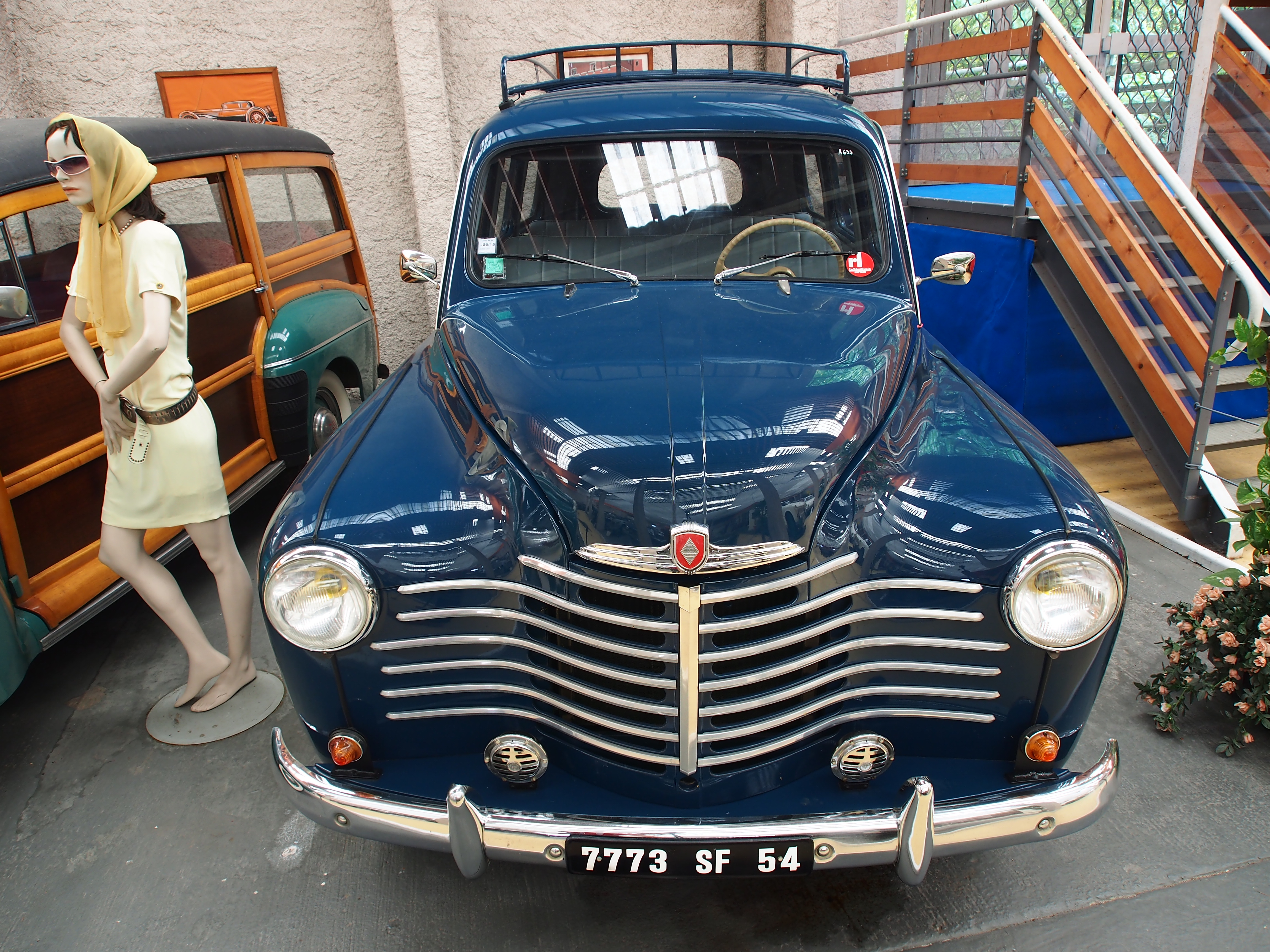
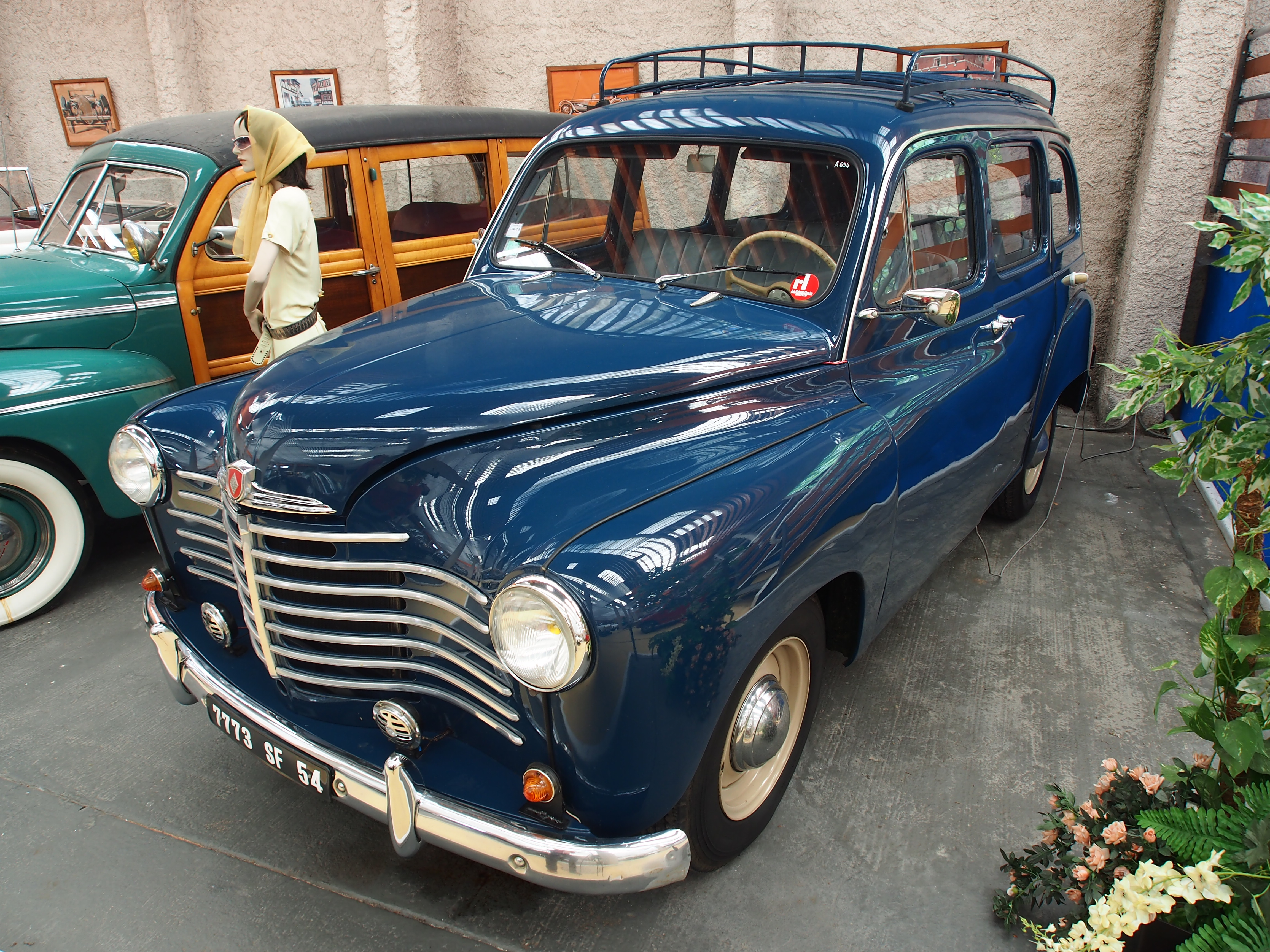